# Élections législatives de 1993 dans le Bas-Rhin
Les élections législatives françaises de 1993 se déroulent les 21 et 28 mars 1993. Dans le département du Bas-Rhin, neuf députés sont à élire dans le cadre de neuf circonscriptions.

## Élus
| Circonscription                                 | Député sortant         | Parti | Parti     | Député élu ou réélu | Parti | Parti     |
| ----------------------------------------------- | ---------------------- | ----- | --------- | ------------------- | ----- | --------- |
| 1re                                             | Émile Koehl            |       | UDF (CDS) | Harry Lapp          |       | diss. UDF |
| 2e                                              | Marc Reymann           |       | UDF (CDS) | Marc Reymann        |       | UDF (CDS) |
| 3e                                              | Jean Oehler*           |       | PS        | Alfred Muller       |       | MDR       |
| 4e                                              | André Durr             |       | RPR       | André Durr          |       | RPR       |
| 5e                                              | Germain Gengenwin      |       | UDF (CDS) | Germain Gengenwin   |       | UDF (CDS) |
| 6e                                              | Jean-Marie Caro        |       | UDF (CDS) | Alain Ferry         |       | MDR       |
| 7e                                              | Adrien Zeller          |       | UDF (CDS) | Adrien Zeller       |       | UDF (CDS) |
| 8e                                              | François Grussenmeyer* |       | RPR       | François Loos       |       | UDF (Rad) |
| 9e                                              | Bernard Schreiner      |       | RPR       | Bernard Schreiner   |       | RPR       |
| * député sortant ne se représentant pas en 1993 |                        |       |           |                     |       |           |

## Positionnement des partis
Les candidats d'alliance RPR-UDF et divers droite se présentent sous la bannière de l'Union pour la France et ceux du Parti socialiste derrière l'Alliance des Français pour le Progrès. Par ailleurs, Les Verts et Génération écologie s'unissent sous l'étiquette Entente des écologistes.

## Résultats

### Résultats à l'échelle du département
| Parti                             | Parti                                       | Premier tour | Premier tour | Second tour | Second tour | Sièges |
| Parti                             | Parti                                       | Voix         | %            | Voix        | %           | Sièges |
| --------------------------------- | ------------------------------------------- | ------------ | ------------ | ----------- | ----------- | ------ |
|                                   | Union pour la démocratie française          | 109 397      | 27,17        | 109 899     | 41,40       | 5      |
|                                   | Rassemblement pour la République            | 78 878       | 19,59        | 69 299      | 26,10       | 2      |
|                                   | Mouvement des démocrates                    | 1 181        | 0,29         |             |             | 0      |
|                                   | Centre national des indépendants et paysans | 444          | 0,11         | 0           |             |        |
|                                   | Divers droite                               | 56           | 0,01         | 0           |             |        |
|                                   | Union pour la France                        | 189 956      | 47,17        | 179 198     | 67,50       | 7      |
|                                   |                                             |              |              |             |             |        |
|                                   | Parti socialiste                            | 39 780       | 9,88         | 31 827      | 11,99       | 0      |
|                                   | Mouvement des réformateurs                  | 20 311       | 5,04         | 39 905      | 15,03       | 2      |
|                                   | Divers gauche (Maj. prés.)                  | 751          | 0,19         |             |             | 0      |
|                                   | Alliance des Français pour le progrès       | 60 842       | 15,11        | 71 732      | 27,02       | 2      |
|                                   |                                             |              |              |             |             |        |
|                                   | Les Verts                                   | 30 036       | 7,46         |             |             | 0      |
|                                   | Génération écologie                         | 20 145       | 5,00         | 0           |             |        |
|                                   | Entente des écologistes                     | 50 181       | 12,46        |             |             | 0      |
|                                   |                                             |              |              |             |             |        |
|                                   | Front national                              | 59 552       | 14,79        | 14 545      | 5,48        | 0      |
|                                   | Le Trèfle - Les nouveaux écologistes        | 15 748       | 3,91         |             |             | 0      |
|                                   | Alsace d'abord                              | 9 311        | 2,31         | 0           |             |        |
|                                   | Parti communiste français                   | 8 939        | 2,22         | 0           |             |        |
|                                   | Régionaliste                                | 4 789        | 1,19         | 0           |             |        |
|                                   | Lutte ouvrière                              | 1 939        | 0,48         | 0           |             |        |
|                                   | Divers                                      | 657          | 0,16         | 0           |             |        |
|                                   | Ligue communiste révolutionnaire            | 382          | 0,09         | 0           |             |        |
|                                   | Parti des travailleurs                      | 243          | 0,09         | 0           |             |        |
|                                   | Extrême droite                              | 134          | 0,03         | 0           |             |        |
|                                   |                                             |              |              |             |             |        |
| Inscrits                          | Inscrits                                    | 640 926      | 100,00       | 476 615     | 100,00      | 9      |
| Abstentions                       | Abstentions                                 | 215 741      | 33,66        | 182 692     | 38,33       |        |
| Votants                           | Votants                                     | 425 185      | 66,34        | 293 923     | 61,67       |        |
| Blancs et nuls                    | Blancs et nuls                              | 22 512       | 5,29         | 28 448      | 9,68        |        |
| Exprimés                          | Exprimés                                    | 402 673      | 94,71        | 265 475     | 90,32       |        |
| Source : Ministère de l'Intérieur |                                             |              |              |             |             |        |

### Résultats par circonscription

#### Première circonscription (Strasbourg-Centre)
| Candidat       | Candidat             | Parti           | Premier tour | Premier tour | Second tour | Second tour |  |
| Candidat       | Candidat             | Parti           | Voix         | %            | Voix        | %           |  |
| -------------- | -------------------- | --------------- | ------------ | ------------ | ----------- | ----------- |  |
|                | Émile Koehl sortant  | UDF (CDS)       | 6 708        | 22,73        | 7 258       | 35,15       |  |
|                | Harry Lapp élu       | diss. UDF (PRV) | 5 884        | 19,93        | 13 388      | 64,85       |  |
|                | Roland Ries          | PS (ADFP)       | 5 719        | 19,37        |             |             |  |
|                | Andrée Buchmann      | Les Verts (EÉ)  | 4 353        | 14,75        |             |             |  |
|                | Jean-Louis Feuerbach | FN              | 3 249        | 11,01        |             |             |  |
|                | Jacques Cordonnier   | Régionaliste    | 1 264        | 4,28         |             |             |  |
|                | Danielle Junique     | LT-LNÉ          | 869          | 2,94         |             |             |  |
|                | Olivier Gebuhrer     | PCF             | 758          | 2,57         |             |             |  |
|                | Antonio Gomez        | LCR             | 382          | 1,29         |             |             |  |
|                | Pascal Dupaix        | CNIP            | 201          | 0,68         |             |             |  |
|                | Gilles Pichois       | PLN             | 131          | 0,44         |             |             |  |
|                |                      |                 |              |              |             |             |  |
| Inscrits       | Inscrits             | Inscrits        | 49 477       | 100,00       | 49 478      | 100,00      |  |
| Abstentions    | Abstentions          | Abstentions     | 18 932       | 38,26        | 24 253      | 49,02       |  |
| Votants        | Votants              | Votants         | 30 545       | 61,74        | 25 225      | 50,98       |  |
| Blancs et nuls | Blancs et nuls       | Blancs et nuls  | 1 027        | 3,36         | 4 579       | 18,15       |  |
| Exprimés       | Exprimés             | Exprimés        | 29 518       | 96,64        | 20 646      | 81,85       |  |

#### Deuxième  circonscription (Strasbourg-Sud)
| Candidat       | Candidat                   | Parti          | Premier tour | Premier tour | Second tour | Second tour |  |
| Candidat       | Candidat                   | Parti          | Voix         | %            | Voix        | %           |  |
| -------------- | -------------------------- | -------------- | ------------ | ------------ | ----------- | ----------- |  |
|                | Marc Reymann sortant réélu | UDF (CDS)      | 10 473       | 36,09        | 16 167      | 59,72       |  |
|                | Michel Schmitt             | PS (ADFP)      | 4 789        | 16,5         | 10 905      | 40,28       |  |
|                | Yvan Blot                  | FN             | 4 382        | 15,1         |             |             |  |
|                | Yveline Moeglen            | GÉ (EÉ)        | 3 934        | 13,56        |             |             |  |
|                | Robert Spieler             | Régionaliste   | 2 252        | 7,76         |             |             |  |
|                | Geneviève Remy             | LT-LNÉ         | 1 237        | 4,26         |             |             |  |
|                | Jean-Baptiste Metz         | PCF            | 983          | 3,39         |             |             |  |
|                | Daniel Rouillon            | LO             | 576          | 1,98         |             |             |  |
|                | Philippe de Morant         | CNIP           | 243          | 0,84         |             |             |  |
|                | Jean-Pierre Denis          | PLN            | 152          | 0,52         |             |             |  |
|                |                            |                |              |              |             |             |  |
| Inscrits       | Inscrits                   | Inscrits       | 50 650       | 100,00       | 50 650      | 100,00      |  |
| Abstentions    | Abstentions                | Abstentions    | 20 383       | 40,24        | 21 503      | 42,45       |  |
| Votants        | Votants                    | Votants        | 30 267       | 59,76        | 29 147      | 57,55       |  |
| Blancs et nuls | Blancs et nuls             | Blancs et nuls | 1 246        | 4,12         | 2 075       | 7,12        |  |
| Exprimés       | Exprimés                   | Exprimés       | 29 021       | 95,88        | 27 072      | 92,88       |  |

#### Troisième circonscription (Strasbourg-Nord)
| Candidat       | Candidat           | Parti          | Premier tour | Premier tour | Second tour | Second tour |  |
| Candidat       | Candidat           | Parti          | Voix         | %            | Voix        | %           |  |
| -------------- | ------------------ | -------------- | ------------ | ------------ | ----------- | ----------- |  |
|                | Alfred Muller élu  | MDR (ADFP)     | 8 825        | 24,28        | 18 757      | 53,47       |  |
|                | Robert Grossmann   | RPR            | 6 762        | 18,6         | 16 321      | 46,53       |  |
|                | André Klein-Mosser | UDF (CDS)      | 6 346        | 17,46        |             |             |  |
|                | Walter Krieger     | FN             | 6 078        | 16,72        |             |             |  |
|                | Magdeleine Brom    | Les Verts (EÉ) | 3 131        | 8,61         |             |             |  |
|                | Bernard Wodli      | Régionaliste   | 1 221        | 3,36         |             |             |  |
|                | Marguerite Ritt    | LT-LNÉ         | 1 156        | 3,18         |             |             |  |
|                | Jean-Marie Dupuy   | PCF            | 1 039        | 2,86         |             |             |  |
|                | Claude Thomas      | Divers gauche  | 751          | 2,07         |             |             |  |
|                | Patrick Girard     | LO             | 470          | 1,29         |             |             |  |
|                | Christiane Schmitt | PT             | 243          | 0,67         |             |             |  |
|                | Richard Lavergne   | PLN            | 135          | 0,37         |             |             |  |
|                | Emmanuel Grenier   | Divers         | 134          | 0,37         |             |             |  |
|                | Brigitte Hoermann  | Divers droite  | 63           | 0,17         |             |             |  |
|                |                    |                |              |              |             |             |  |
| Inscrits       | Inscrits           | Inscrits       | 62 005       | 100,00       | 62 006      | 100,00      |  |
| Abstentions    | Abstentions        | Abstentions    | 24 380       | 39,32        | 25 005      | 40,33       |  |
| Votants        | Votants            | Votants        | 37 625       | 60,68        | 37 001      | 59,67       |  |
| Blancs et nuls | Blancs et nuls     | Blancs et nuls | 1 271        | 3,38         | 1 923       | 5,2         |  |
| Exprimés       | Exprimés           | Exprimés       | 36 354       | 96,62        | 35 078      | 94,8        |  |

#### Quatrième circonscription (Strasbourg-Campagne)
| Candidat       | Candidat                 | Parti          | Premier tour | Premier tour | Second tour | Second tour |  |
| Candidat       | Candidat                 | Parti          | Voix         | %            | Voix        | %           |  |
| -------------- | ------------------------ | -------------- | ------------ | ------------ | ----------- | ----------- |  |
|                | André Durr sortant réélu | RPR (UPF)      | 25 820       | 43,64        | 34 694      | 70,46       |  |
|                | Georges-Pierre Noth      | FN             | 8 944        | 15,12        | 14 545      | 29,54       |  |
|                | Denis Maurer             | Les Verts (EÉ) | 7 516        | 12,70        |             |             |  |
|                | Jacques Bigot            | PS (ADFP)      | 7 081        | 11,97        |             |             |  |
|                | Jean-Yves Sohm           | Régionaliste   | 4 574        | 7,73         |             |             |  |
|                | Alain Fromont            | LT-LNÉ         | 3 065        | 5,18         |             |             |  |
|                | José Hamm                | PCF            | 1 031        | 1,74         |             |             |  |
|                | Christiane Dodane        | LO             | 893          | 1,51         |             |             |  |
|                | Heidi Piron              | PLN            | 239          | 0,4          |             |             |  |
|                |                          |                |              |              |             |             |  |
| Inscrits       | Inscrits                 | Inscrits       | 96 965       | 100,00       | 96 965      | 100,00      |  |
| Abstentions    | Abstentions              | Abstentions    | 34 604       | 35,69        | 40 058      | 41,31       |  |
| Votants        | Votants                  | Votants        | 62 361       | 64,31        | 56 907      | 58,69       |  |
| Blancs et nuls | Blancs et nuls           | Blancs et nuls | 3 198        | 5,13         | 7 668       | 13,47       |  |
| Exprimés       | Exprimés                 | Exprimés       | 59 163       | 94,87        | 49 239      | 86,53       |  |

#### Cinquième circonscription (Sélestat)
| Candidat       | Candidat                        | Parti          | Premier tour | Premier tour | Second tour | Second tour |  |
| Candidat       | Candidat                        | Parti          | Voix         | %            | Voix        | %           |  |
| -------------- | ------------------------------- | -------------- | ------------ | ------------ | ----------- | ----------- |  |
|                | Germain Gengenwin sortant réélu | UDF (CDS)      | 24 986       | 45,03        | 31 560      | 60,13       |  |
|                | Gilbert Estève                  | PS (ADFP)      | 14 573       | 26,26        | 20 922      | 39,87       |  |
|                | Christian Cotelle               | FN             | 7 683        | 13,85        |             |             |  |
|                | Jean-François Gueidan           | Les Verts (EÉ) | 4 567        | 8,23         |             |             |  |
|                | Denis Kauffmann                 | LT-LNÉ         | 2 862        | 5,16         |             |             |  |
|                | Alexandre Guillen               | PCF            | 820          | 1,48         |             |             |  |
|                |                                 |                |              |              |             |             |  |
| Inscrits       | Inscrits                        | Inscrits       | 84 545       | 100,00       | 84 573      | 100,00      |  |
| Abstentions    | Abstentions                     | Abstentions    | 25 687       | 30,38        | 28 230      | 33,38       |  |
| Votants        | Votants                         | Votants        | 58 858       | 69,62        | 56 343      | 66,62       |  |
| Blancs et nuls | Blancs et nuls                  | Blancs et nuls | 3 367        | 5,72         | 3 861       | 6,85        |  |
| Exprimés       | Exprimés                        | Exprimés       | 55 491       | 94,28        | 52 482      | 93,15       |  |

#### Sixième circonscription (Obernai)
| Candidat       | Candidat                | Parti          | Premier tour | Premier tour | Second tour | Second tour |  |
| Candidat       | Candidat                | Parti          | Voix         | %            | Voix        | %           |  |
| -------------- | ----------------------- | -------------- | ------------ | ------------ | ----------- | ----------- |  |
|                | Jean-Marie Caro sortant | UDF (CDS)      | 17 327       | 38,65        | 20 784      | 49,57       |  |
|                | Alain Ferry élu         | MDR (ADFP)     | 11 486       | 25,62        | 21 148      | 50,43       |  |
|                | Alice Morel             | GÉ (EÉ)        | 6 661        | 14,86        |             |             |  |
|                | Robert Schweickart      | FN             | 6 367        | 14,20        |             |             |  |
|                | Annie Renault           | LT-LNÉ         | 1 615        | 3,60         |             |             |  |
|                | Jean-Paul Fabacher      | PCF            | 1 373        | 3,06         |             |             |  |
|                |                         |                |              |              |             |             |  |
| Inscrits       | Inscrits                | Inscrits       | 67 973       | 100,00       | 67 973      | 100,00      |  |
| Abstentions    | Abstentions             | Abstentions    | 20 382       | 29,99        | 22 478      | 33,07       |  |
| Votants        | Votants                 | Votants        | 47 591       | 70,01        | 45 495      | 66,93       |  |
| Blancs et nuls | Blancs et nuls          | Blancs et nuls | 2 762        | 5,8          | 3 563       | 7,83        |  |
| Exprimés       | Exprimés                | Exprimés       | 44 829       | 94,2         | 41 932      | 92,17       |  |

#### Septième circonscription (Saverne)
|                | Adrien Zeller sortant réélu | UDF (CDS)      | 26 085 | 53,35  |  |  |  |
|                | René Weess                  | FN             | 9 666  | 19,77  |  |  |  |
|                | Hugues Stoeckel             | Les Verts (EÉ) | 5 519  | 11,29  |  |  |  |
|                | Jean-Claude Weil            | PS (ADFP)      | 3 806  | 7,78   |  |  |  |
|                | Laurence Hisler             | LT-LNÉ         | 2 876  | 5,88   |  |  |  |
|                | Jacky Dudt                  | PCF            | 1 237  | 1,93   |  |  |  |
|                |                             |                |        |        |  |  |  |
| Inscrits       | Inscrits                    | Inscrits       | 74 524 | 100,00 |  |  |  |
| Abstentions    | Abstentions                 | Abstentions    | 22 117 | 29,68  |  |  |  |
| Votants        | Votants                     | Votants        | 52 407 | 70,32  |  |  |  |
| Blancs et nuls | Blancs et nuls              | Blancs et nuls | 3 513  | 6,7    |  |  |  |
| Exprimés       | Exprimés                    | Exprimés       | 48 894 | 93,3   |  |  |  |

#### Huitième circonscription (Wissembourg)
| Candidat       | Candidat          | Parti          | Premier tour | Premier tour | Second tour | Second tour |  |
| Candidat       | Candidat          | Parti          | Voix         | %            | Voix        | %           |  |
| -------------- | ----------------- | -------------- | ------------ | ------------ | ----------- | ----------- |  |
|                | Pierre Bertrand   | RPR            | 16 033       | 36,80        | 18 285      | 46,85       |  |
|                | François Loos élu | UDF (Rad)      | 11 588       | 26,60        | 20 742      | 53,15       |  |
|                | Guy Hémonet       | Les Verts (EÉ) | 4 950        | 11,36        |             |             |  |
|                | Robert Martig     | FN             | 4 634        | 10,64        |             |             |  |
|                | Gilbert Liehn     | PS (ADFP)      | 3 812        | 8,75         |             |             |  |
|                | Sonia Fischer     | LT-LNÉ         | 2 068        | 4,75         |             |             |  |
|                | Michelle Bardot   | PCF            | 482          | 1,11         |             |             |  |
|                |                   |                |              |              |             |             |  |
| Inscrits       | Inscrits          | Inscrits       | 65 064       | 100,00       | 64 970      | 100,00      |  |
| Abstentions    | Abstentions       | Abstentions    | 18 975       | 29,16        | 22 165      | 34,12       |  |
| Votants        | Votants           | Votants        | 46 089       | 70,84        | 42 805      | 65,88       |  |
| Blancs et nuls | Blancs et nuls    | Blancs et nuls | 2 522        | 5,47         | 3 778       | 8,83        |  |
| Exprimés       | Exprimés          | Exprimés       | 43 567       | 94,53        | 39 027      | 91,17       |  |

#### Neuvième circonscription (Haguenau)
|                | Bernard Schreiner sortant réélu | RPR (UPF)          | 30 263 | 54,19  |  |  |  |
|                | Hugues Geiger                   | GÉ (EÉ)            | 9 550  | 17,10  |  |  |  |
|                | Alma Ullmann-Jousselin          | FN                 | 8 549  | 15,31  |  |  |  |
|                | Marcel Schmitt                  | Régionaliste (UPA) | 4 789  | 8,58   |  |  |  |
|                | Roger Colas                     | PCF                | 1 511  | 2,71   |  |  |  |
|                | Robert Romburg                  | MDD                | 1 181  | 2,11   |  |  |  |
|                | Corinne Koch                    | LT-LNÉ             | 0      | 0      |  |  |  |
|                |                                 |                    |        |        |  |  |  |
| Inscrits       | Inscrits                        | Inscrits           | 89 693 | 100,00 |  |  |  |
| Abstentions    | Abstentions                     | Abstentions        | 30 250 | 33,73  |  |  |  |
| Votants        | Votants                         | Votants            | 59 443 | 66,27  |  |  |  |
| Blancs et nuls | Blancs et nuls                  | Blancs et nuls     | 3 600  | 6,06   |  |  |  |
| Exprimés       | Exprimés                        | Exprimés           | 55 843 | 93,94  |  |  |  |